# Baseball ai Giochi olimpici
Il baseball fu presente in 6 edizioni dei giochi olimpici entrando a far parte del programma ufficiale delle Olimpiadi da Barcellona '92. Precedentemente il baseball è stato presente nel programma di alcuni Giochi Olimpici come esibizione: la prima apparizione risale a Stoccolma 1912. Il torneo Olimpico di Baseball è riservato agli atleti uomini, mentre le donne si affrontano nel torneo di Softball. Nel luglio 2005 il CIO ha decretato l'esclusione dall'Olimpiade di Londra 2012. Dopo l'assenza anche da Rio '16, nel 2016 il CIO ha deciso di far rientrare il baseball nelle discipline olimpiche per i soli Giochi di Tokyo 2020.

## Albo d'oro
| Edizione        | Podio         | Podio         | Podio           |
| Anno            | Oro           | Argento       | Bronzo          |
| --------------- | ------------- | ------------- | --------------- |
| Barcellona 1992 | Cuba          | Taipei cinese | Giappone        |
| Atlanta 1996    | Cuba          | Giappone      | Stati Uniti     |
| Sydney 2000     | Stati Uniti   | Cuba          | Corea del Sud   |
| Atene 2004      | Cuba          | Australia     | Giappone        |
| Pechino 2008    | Corea del Sud | Cuba          | Stati Uniti     |
| Tokyo 2020      | Giappone      | Stati Uniti   | Rep. Dominicana |

## Medagliere
Aggiornato a Tokyo 2020.
| Pos.   | Nazione         | Oro | Argento | Bronzo | Totale |
| ------ | --------------- | --- | ------- | ------ | ------ |
| 1      | Cuba            | 3   | 2       | 0      | 5      |
| 2      | Giappone        | 1   | 1       | 2      | 4      |
| 2      | Stati Uniti     | 1   | 1       | 2      | 4      |
| 4      | Corea del Sud   | 1   | 0       | 1      | 2      |
| 5      | Australia       | 0   | 1       | 0      | 1      |
| 5      | Taipei cinese   | 0   | 1       | 0      | 1      |
| 7      | Rep. Dominicana | 0   | 0       | 1      | 1      |
| Totale | Totale          | 6   | 6       | 6      | 18     |

## Nazioni partecipanti
Le seguenti 18 nazionali hanno preso parte una o più volte alle Olimpiadi. Il numero nella tabella indica la posizione finale di ogni squadre in ogni torneo.
| Nazioni              | 1992 | 1996 | 2000 | 2004 | 2008 | 2020 | Partecipazioni |
| -------------------- | ---- | ---- | ---- | ---- | ---- | ---- | -------------- |
| Australia            |      | 7    | 6    | 2    |      |      | 3              |
| Canada               |      |      |      | 4    | 6    |      | 2              |
| Cina                 |      |      |      |      | 8    |      | 1              |
| Corea del Sud        |      | 8    | 3    |      | 1    | 4    | 4              |
| Cuba                 | 1    | 1    | 2    | 1    | 2    |      | 5              |
| Giappone             | 3    | 2    | 4    | 3    | 4    | 1    | 6              |
| Grecia               |      |      |      | 7    |      |      | 1              |
| Israele              |      |      |      |      |      | 5    | 1              |
| Italia               | 7    | 6    | 7    | 8    |      |      | 4              |
| Messico              |      |      |      |      |      | 1    | 1              |
| Nicaragua            |      | 4    |      |      |      |      | 1              |
| Paesi Bassi          |      | 5    | 5    | 6    | 7    |      | 4              |
| Porto Rico           | 5    |      |      |      |      |      | 1              |
| Rep. Dominicana      | 6    |      |      |      |      | 3    | 2              |
| Spagna               | 8    |      |      |      |      |      | 1              |
| Stati Uniti          | 4    | 3    | 1    |      | 3    | 2    | 5              |
| Sudafrica            |      |      | 8    |      |      |      | 1              |
| Taipei cinese        | 2    |      |      | 5    | 5    |      | 3              |
| Nazioni partecipanti | 8    | 8    | 8    | 8    | 8    | 6    |                |